# Bahía Lapataia
La bahía Lapataia es en verdad un fiordo ubicado en la margen septentrional del canal Beagle, en el extremo sudoeste del sector argentino de la isla Grande de Tierra del Fuego, perteneciente al Departamento Ushuaia de la Provincia de Tierra del Fuego, Antártida e Islas del Atlántico Sur. Se encuentra rodeada de bosques magallánicos pertenecientes al parque nacional Tierra del Fuego, aunque técnicamente se encuentra fuera de él.
Ha sido confirmada como parte soberana de la República Argentina luego de una larga disputa limítrofe con la República de Chile concerniente a la traza del canal Beagle, afectando la soberanía de las aguas e islas de su interior y los espacios marítimos adyacentes.

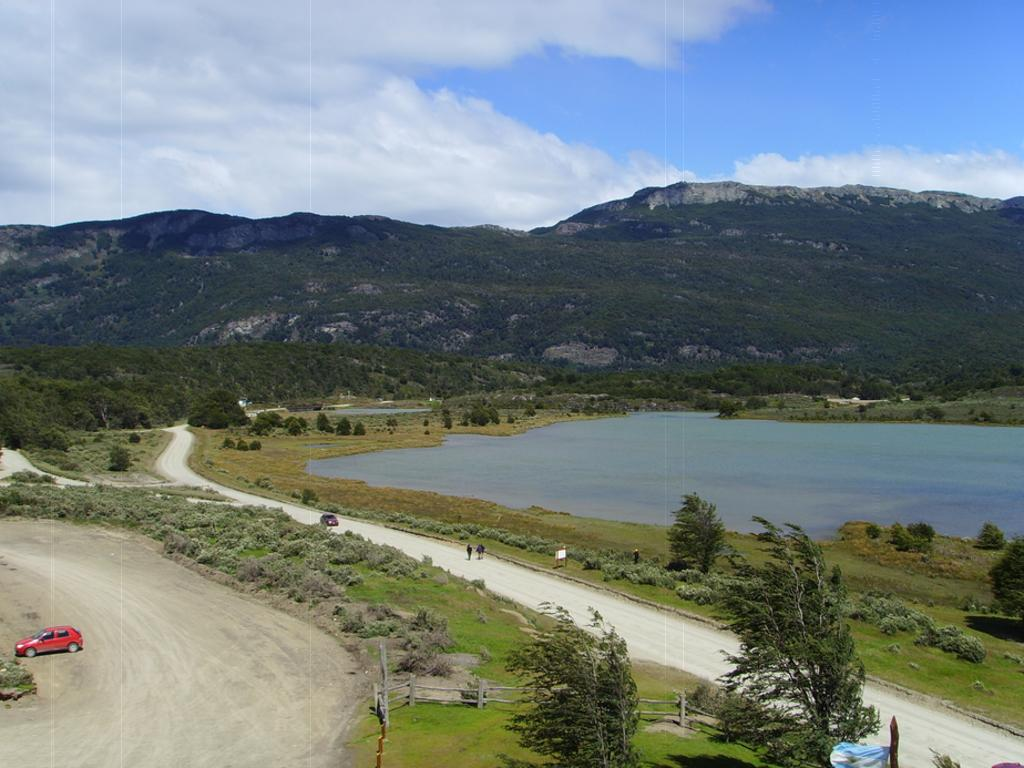
El fondo de la bahía Lapataia.

## Geografía

### Situación geográfica
Esta bahía se encuentra localizada en las coordenadas: 54°51′19.57″S 68°34′22.07″O / -54.8554361, -68.5727972. Está situada sobre la margen septentrional del sector medio del paso interoceánico denominado canal Beagle, en el extremo sudeste del océano Pacífico Sur. La bahía posee un largo máximo de 6 km, un ancho mínimo de 726 m, y un ancho máximo de 1600 m. La enmarcan cordones montañosos de la cordillera de los Andes; por el sudoeste el cerro Mesa Real y el cerro Cuchilla del cordón Pirámide en la península que la contiene por el sur; por el norte se encuentran el cerro Lapataia, y el cerro Bellavista —de 299 m s. n. m.—, y algo más alejado, el cordón del cerro Guanaco —de 970 m s. n. m.—. Cuenta con pequeñas islas en el fondo de su saco; una isla mucho más grande se interpone en el área de contacto con las aguas abiertas del Beagle: la isla Redonda, un antiguo nunatak rocoso. Hacia el este, marca su límite oriental la punta Tortuga. Su ribera austral posee un puerto natural, denominado «Puerto Caneto». Su ribera norte está compuesta por una bahía, denominada: «bahía Achicoria».

### Origen geológico

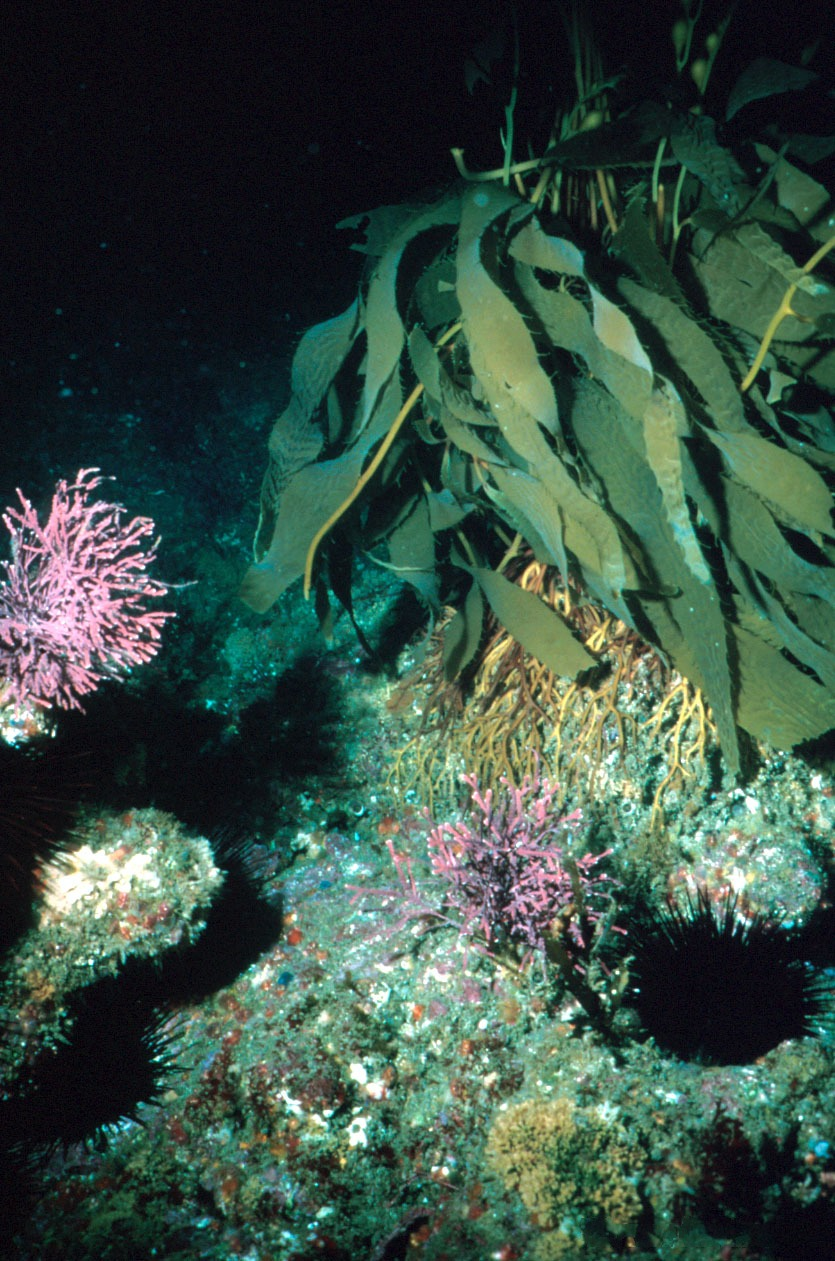
cachiyuyos gigantes.

La bahía Lapataia es el resultado de la acción de los glaciares. Un enorme glaciar que en las últimas fases de las glaciaciones cuaternarias, descendió desde la cordillera avanzó por un valle longitudinal, al cual fue pulieron el fondo con sus hielos. Se unía al gigantesco glaciar que se encontraba en lo que hoy es el canal Beagle. Posteriormente, ante el retroceso posglacial, los espacios que habían estado ocupados por los hielos fueron invadidos por el mar. Son diversos los rasgos que atestiguan estos procesos geológicos; entre ellos destaca el perfil transversal de forma de "U" que posee su valle, con la berma visible, así como la presencia de morrenas. En las costas de la bahía es posible observar esquistos replegados, rocas metamórficas con una antigüedad de 200 millones de años.
Si bien geomorfológicamente Lapataia es un fiordo dado su origen (específicamente un paleofiordo), y por su forma es un golfo, el término bahía es el accidente marítimo toponímico que la individualizó en la bibliografía.
Entre el 8000 y 3860 años AP, la bahía Lapataia se extendía mucho más profundo dentro de la isla, llegando el fondo de su saco hasta lo que hoy es territorio chileno, pues el lago Roca formaba parte de la misma. Posteriormente, una disminución de algunos metros en el nivel marino, sumado a un embalsamiento natural de la morrena glaciaria en su sector medio, cerró aún más la entrada del agua marina al sector interno, pasando el fondo de su saco a ser un lago de agua dulce. Este lago hoy descarga sus excesos hídricos al fondo de la bahía Lapataia remanente, mediante un río con dos brazos, denominados río Lapataia —el de la margen izquierda—, y río Ovando —el de la margen derecha—, los que forman parte de un delta denominado «archipiélago Cormoranes». Hoy toda el área forma un complejo estuarino.

### Clima

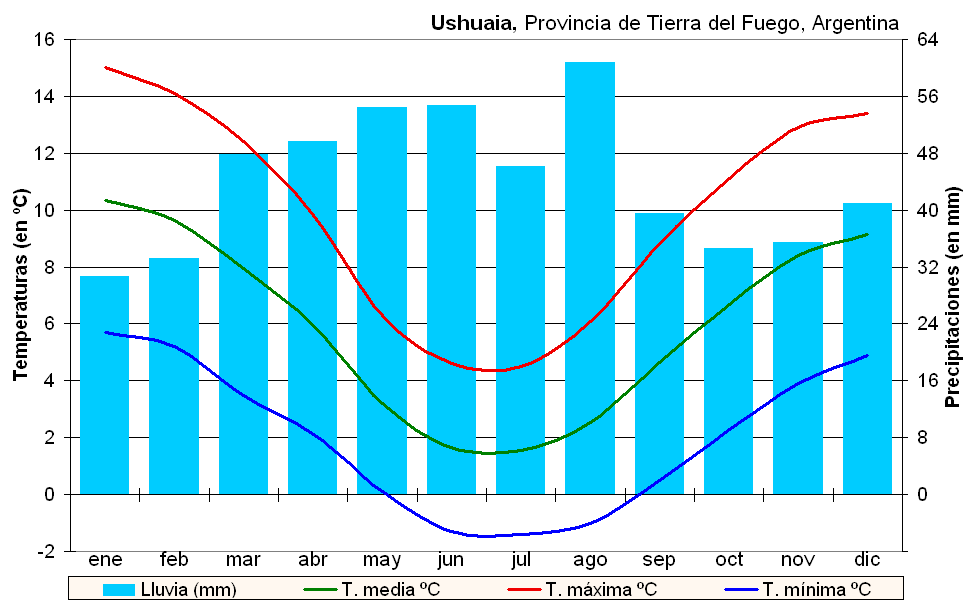
Climograma de Ushuaia, aplicable a la cercana bahía Lapataia.

El clima de la bahía Lapataia pertenece al clima oceánico subpolar, o al patagónico húmedo. Posee una temperatura media anual de 5,7 °C y una escasa oscilación térmica anual, que va de -0,3 en julio a 9,4 °C en enero; son extrañas las temperaturas de más de 15 °C en verano o menores a -8 °C en invierno. Los récords de temperaturas absolutas son 29,4 °C (ocurrió en diciembre) y -25,1 °C (ocurrió en julio). Tal es lo persistente del frío que en pleno verano austral se han registrado eventuales nevadas, o temperaturas de solo -6 °C. Las precipitaciones, que en invierno suelen ser en forma de nieve, están repartidas equitativamente a lo largo del año sumando un total de 524 mm, pero, si bien parecerían exiguas, a causa de la constante temperatura baja se tornan suficientes para otorgarle a esta bahía un clima húmedo; también ayuda para ello el alto promedio de días con alguna precipitación —200 días al año—, siendo también alto el número de días nublados o brumosos.

### Flora
Las aguas de bahía Lapataia son notables por poseer bosques sumergidos de cachiyuyos gigantes, alga parda de enormes proporciones, la cual sostiene una rica biodiversidad marina. A pesar de que las temperaturas son frías todo el año, las costas de la bahía Lapataia se encuentran cubiertas de altos bosques magallánicos.

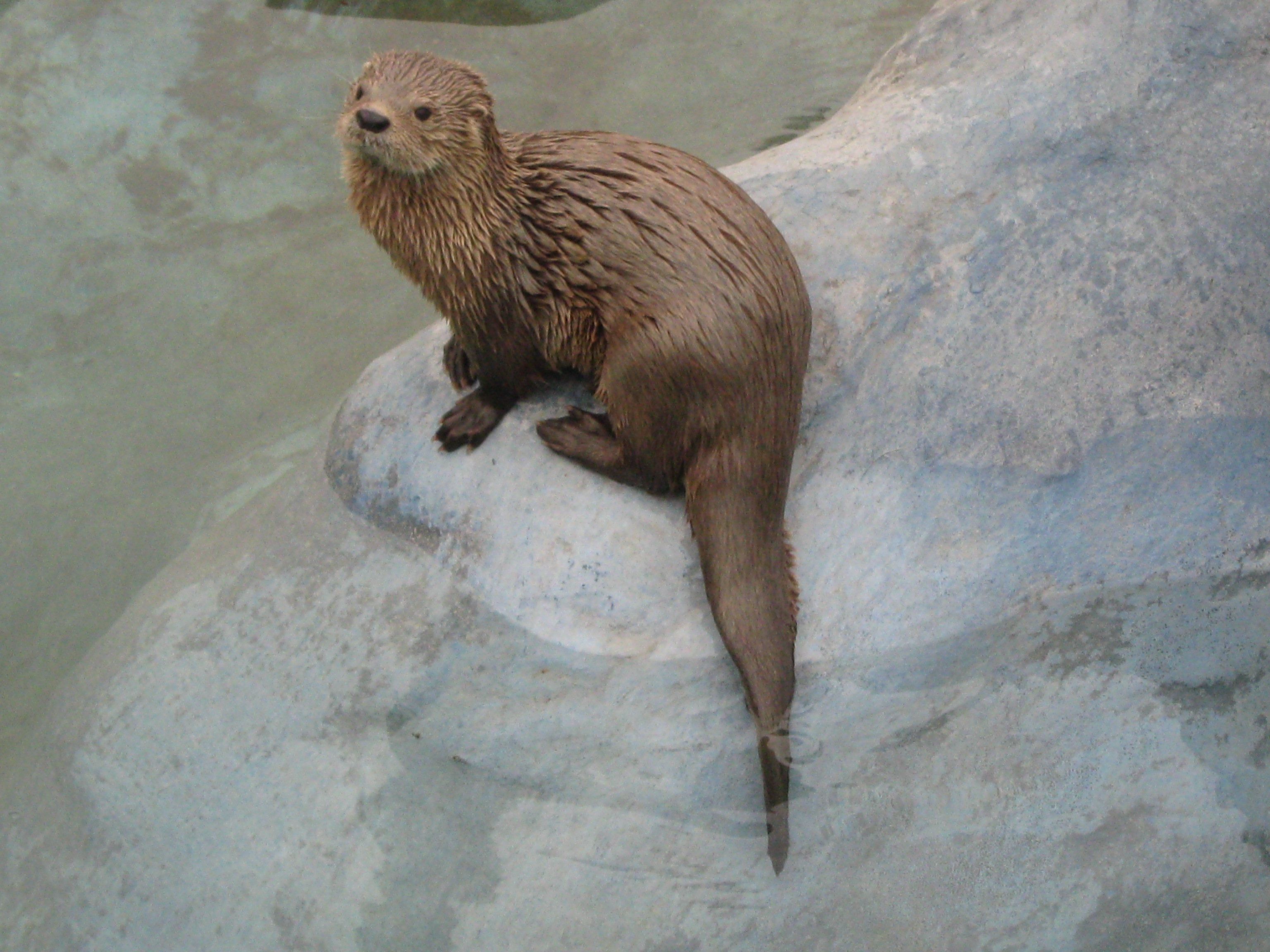
chungungo.

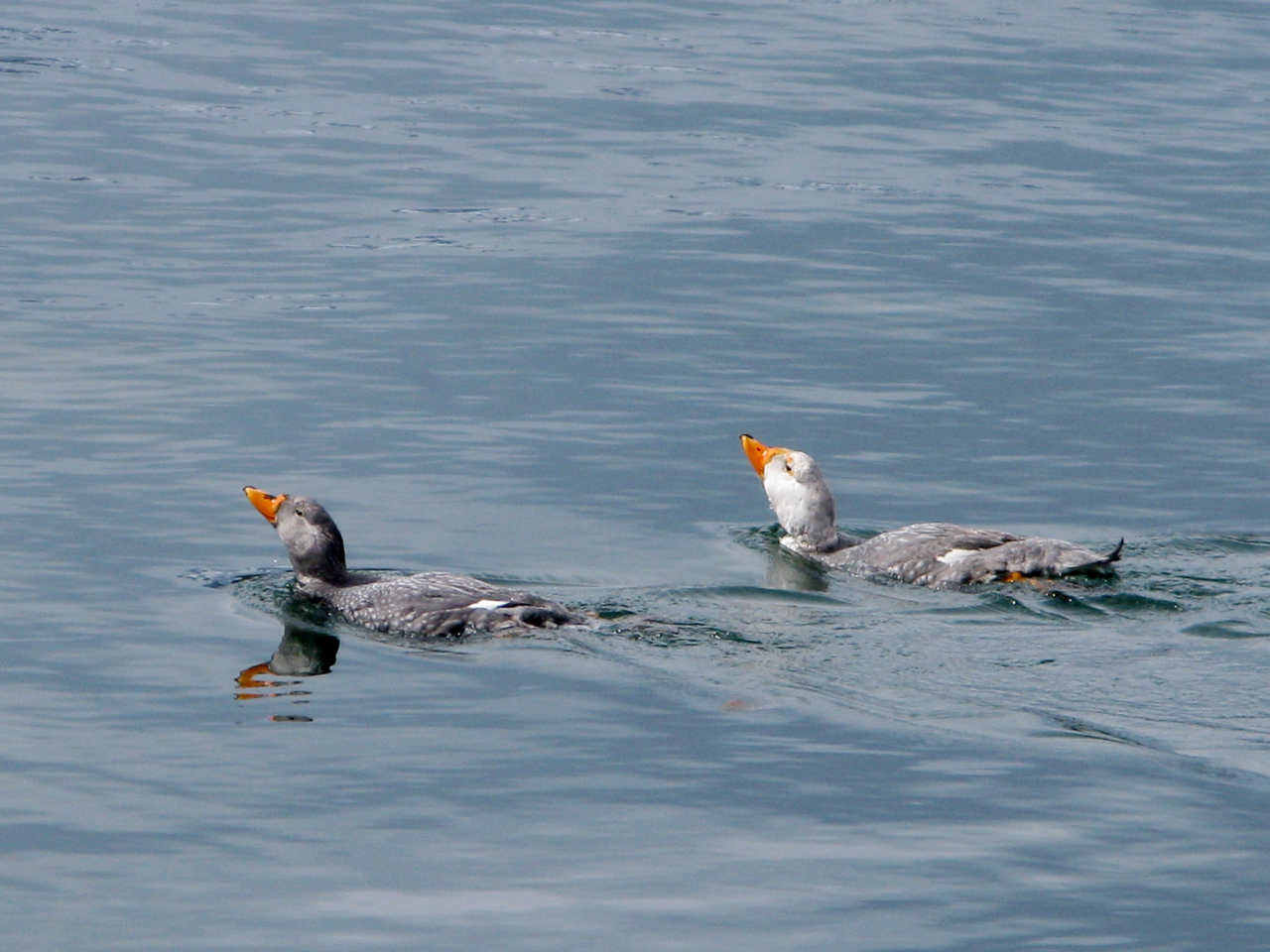
Pareja de Pato vapor del Pacífico.

### Fauna

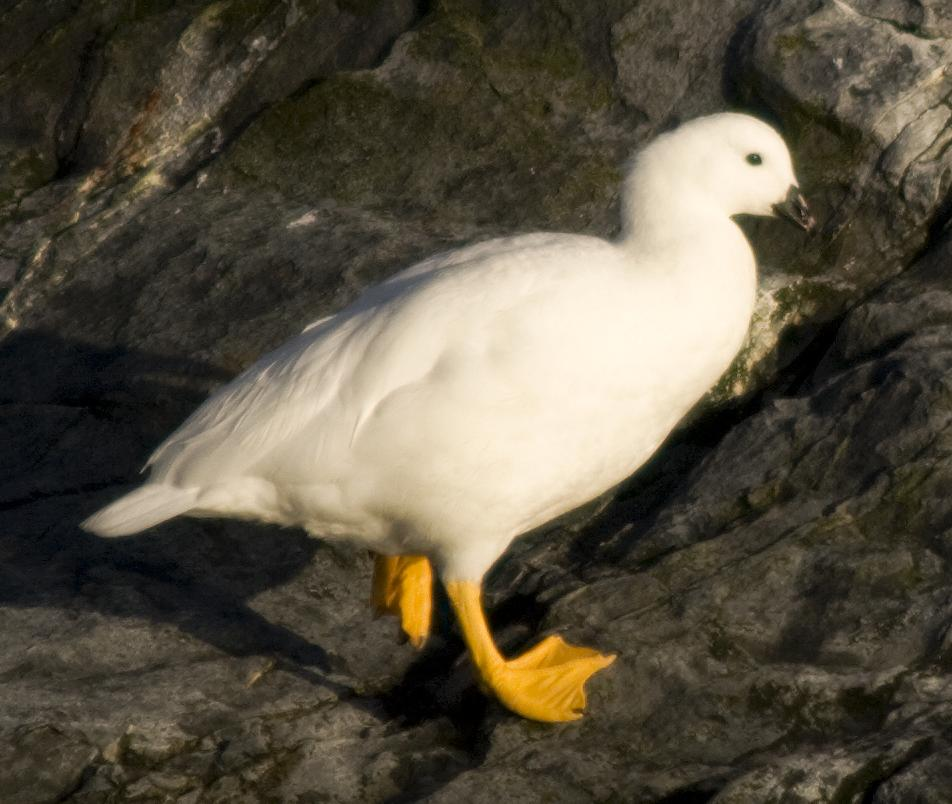
caranca o cauquén de mar.

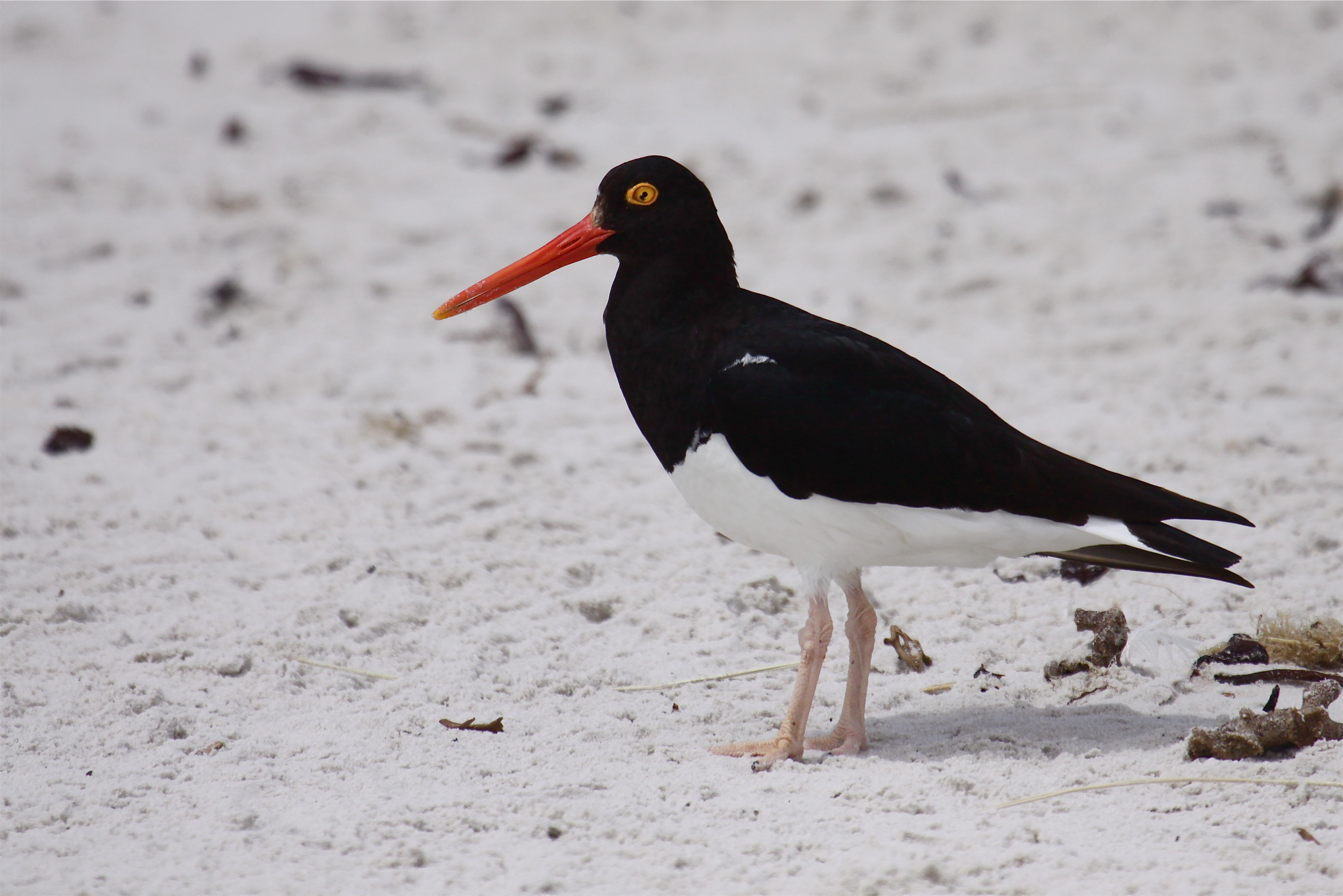
ostrero austral.

Las aguas de la bahía Lapataia son ricas en aves y mamíferos marinos, peces, y diversos invertebrados, de los cuales se destaca especialmente la centolla patagónica de carne conocida por su delicado sabor, constituyéndose en el plato culinario típico de la comarca. Suelen frecuentar sus islas y costas lobos marinos de un pelo y de dos pelos, aves marinas como las gaviotas australes, y de cormoranes imperiales.
Sus aguas y costas cuentan con especies típicas del sudeste del océano Pacífico, siendo comunes en el sur de Chile, e isla de los Estados, pero algunas son raras en el sector argentino de la isla Grande de Tierra del Fuego o están ausentes en el resto del país. Entre ellas podemos enumerar al delfín chileno, al chungungo (una nutria marina), el matamico grande, la remolinera negra, y el Pato vapor del Pacífico.

## Historia

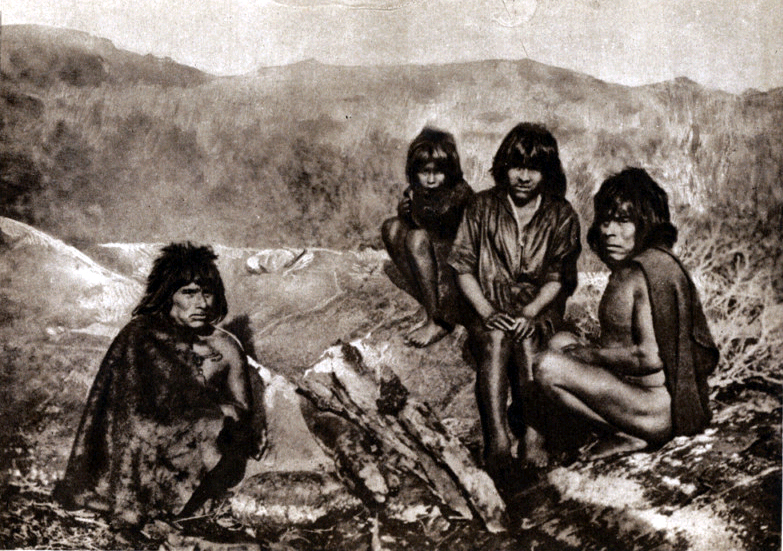
Los yámanas eran los primitivos habitantes de la bahía Lapataia.

### Etimología y primitivos habitantes
Etimológicamente Lapataia viene del idioma yagán, y significa 'bahía del bosque' o 'bahía de la madera'. Cazadores, mariscadores, y recolectores, de la parcialidad wakimáala o central, de la etnia canoera de los yámanas o yaganes ocuparon sus costas, explotando sus recursos biológicos. Los cúmulos con los restos de cenizas, huesos y dientes de mamíferos marinos, y valvas de mejillones de los que se alimentaban (Mulinia edulis, Mytilus chilensis, Aulacomya atra, Yoldia), aún son perfectamente visibles en las primeras lomadas inmediatas a sus playas, cubiertos por vegetación herbácea, si bien las cuevas de los introducidos conejos europeos los han afectado. Estos cúmulos son denominados localmente conchales o concheros antropogénicos. Dataciones en una de las ocupaciones en la isla del Salmón (del «archipiélago Cormoranes») determinaron una antigüedad de 1700 años AP. Estos amerindios fueron sus únicos habitantes hasta la llegada de los colonos occidentales, al comenzar a poblarse la que luego sería la ciudad argentina de Ushuaia, en 1861.

### Colonización occidental del área

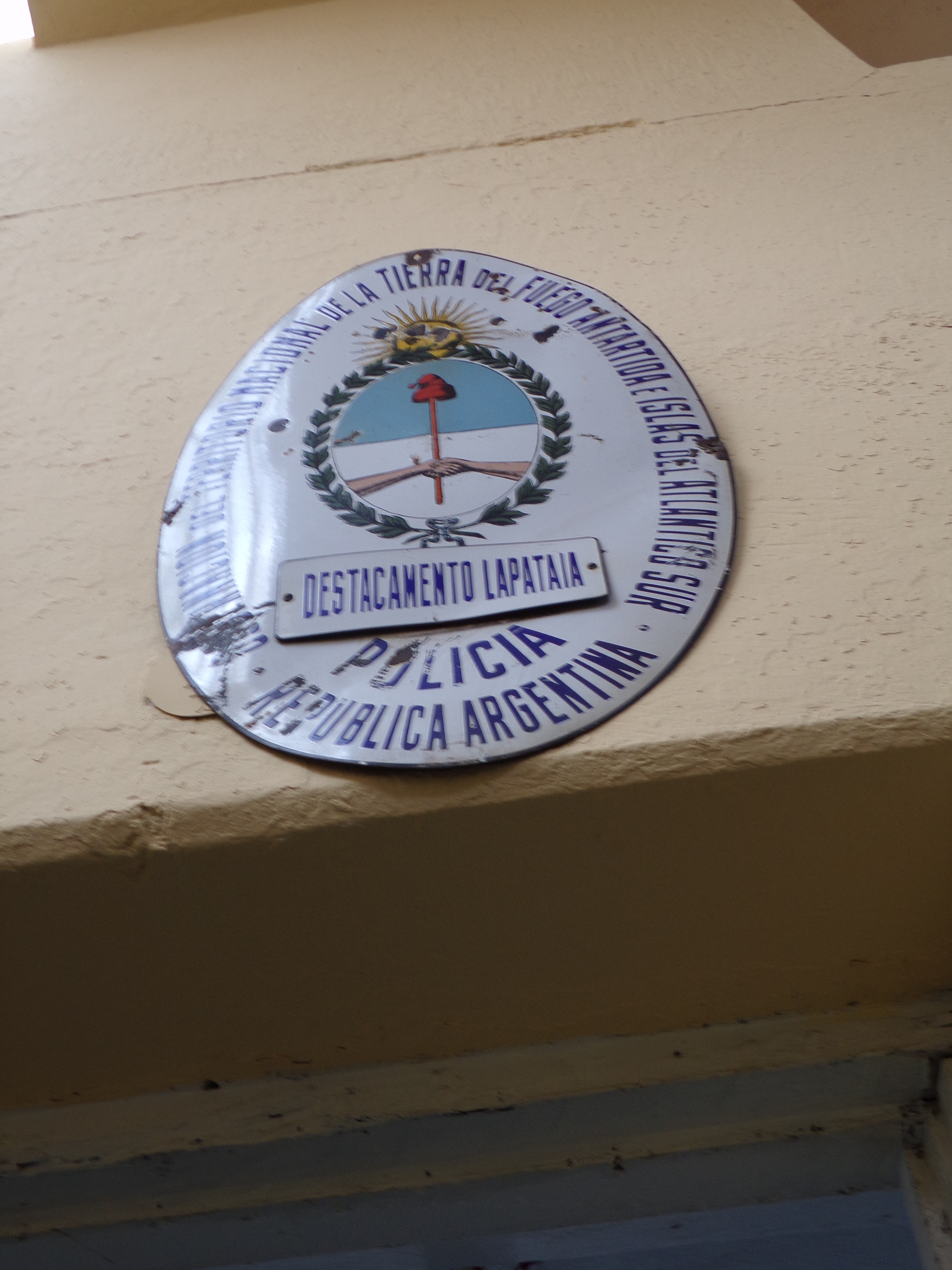
Cartel del Destacamento Lapataia de la Policía de Tierra del Fuego, conservado en el Museo Marítimo y del Presidio de Ushuaia.

En esta bahía se creó en 1883 el aserradero “La Argentina”. el cual constituyó el primer establecimiento industrial de la zona de Ushuaia. Explotaba los bosques que rodean a esta bahía. El transporte de los troncos se hacía en parte mediante jangadas empleando al río Lapataia. Aún a comienzos del siglo XXI era posible observar dentro de sus aguas las empalizadas que se colocaron para atajar y orientar la madera flotante.
Este aserradero funcionó primero bajo la administración del gobierno de Ushuaia, luego pasó a ser administrado por las autoridades del Presidio de Ushuaia, y posteriormente en el año 1953 pasó a manos privadas, a la empresa «Zavala y Cia». Fue desactivado al crearse el parque nacional. También en las costas de esta bahía, específicamente en el antiguo poblado de «Puerto Arias», funcionó, hasta pocos años después de creada el área protegida, una planta envasadora de mariscos; sus dueños eran la familia Brisighelli.
El 25 de enero de 1946 mediante el decreto N.º 2524 se crea el parque nacional Tierra del Fuego, aunque ese decreto fue dejado sin efecto el 4 de septiembre de 1947 mediante otro decreto, el N.º 26933. Finalmente, el 30 de septiembre de 1960 fue definitivamente creado el parque nacional, mediante la ley N.º 15554. En dicha ley se protege el territorio hasta las costas marinas, por lo que estrictamente la bahía no está comprendida dentro del área protegida. Hay proyectos para que se extienda la superficie del parque y cubra también sus aguas costeras e islas de su frente marítimo.

### Disputa por su soberanía
En 1893 Argentina y Chile firmaron un protocolo de límites aclaratorio del Tratado de 1881 en el cual la bahía pasa oficialmente a soberanía argentina tras correrse el límite al oeste. 
La bahía Lapataia se vio envuelta en la disputa limítrofe entre ambos países, conocida como Conflicto del Beagle.
En 1971 ambos países acordaron en un Compromiso de Arbitraje someter la soberanía de las aguas e islas de dicho canal a la sentencia de un Tribunal Arbitral que debía dar a conocer su decisión a la reina Isabel II de Inglaterra. Algunas interpretaciones en Chile del texto del tratado limítrofe de 1881 determinaban que el límite binacional terminaba en la costa austral de la isla Grande de Tierra del Fuego, y la totalidad de las aguas del canal, junto con todas sus islas, serían chilenas. Si este fuera el caso, la Argentina tendría una costa seca, es decir tendría costa, pero no acceso al mar. Entre quienes sostuvieron esa tesis destacan, quien la esbozaría en 1905, el periodista Arturo Fagalde, y el estudioso Jaime Eyzaguirre, quien desarrolló la Teoría de la línea de la costa seca durante la primera mitad del siglo XX:

Luego la línea no se introduce en el canal, no lo comprende, queda fuera de él, sólo lo toca en su borde superior. El canal resulta así entero de Chile. Si el Tratado hubiera dicho que la línea llegaba hasta el medio o centro o hasta el eje del canal, se habría entendido que la mitad Norte del mismo correspondería a Argentina y la mitad Sur a Chile. Pero habría que torcer los términos claros del acuerdo para llegar a esta conclusión.

Esta interpretación fue llevada por Chile en la consulta al Tribunal Arbitral que dictó luego el Laudo Arbitral de 1977, pero solo como petitorio alternativo, en el punto segundo al final de las audiencias orales del 14 de octubre de 1976. En su falló la corte arbitral señaló que toda atribución de un territorio debe ipso facto traer aparejado sus aguas anexas, por lo tanto consideró inaceptable la tesis chilena, aunque la misma solo fue planteada como una alternativa por este país. Seguidamente demarcó la traza del límite binacional sobre el canal de Beagle, otorgándole a la Argentina las aguas, islas, e islotes ubicados al norte de dicha línea, entre ellas a la bahía Lapataia. Si bien posteriormente la Argentina declararía insanablemente nula a la decisión arbitral, en las negociaciones binacionales de los años posteriores al fallo el resultado del laudo en este sector fue respetado. El conflicto se solucionó finalmente con la firma del Tratado de 1984, en donde ambos gobiernos aceptaron la propuesta de la Santa Sede que aceptaba la frontera trazada por el Laudo Arbitral en el canal Beagle (aunque sin nombrarla explícitamente en el tratado), la cual reconocía definitivamente la soberanía argentina sobre la bahía Lapataia.

## Infraestructura y acceso

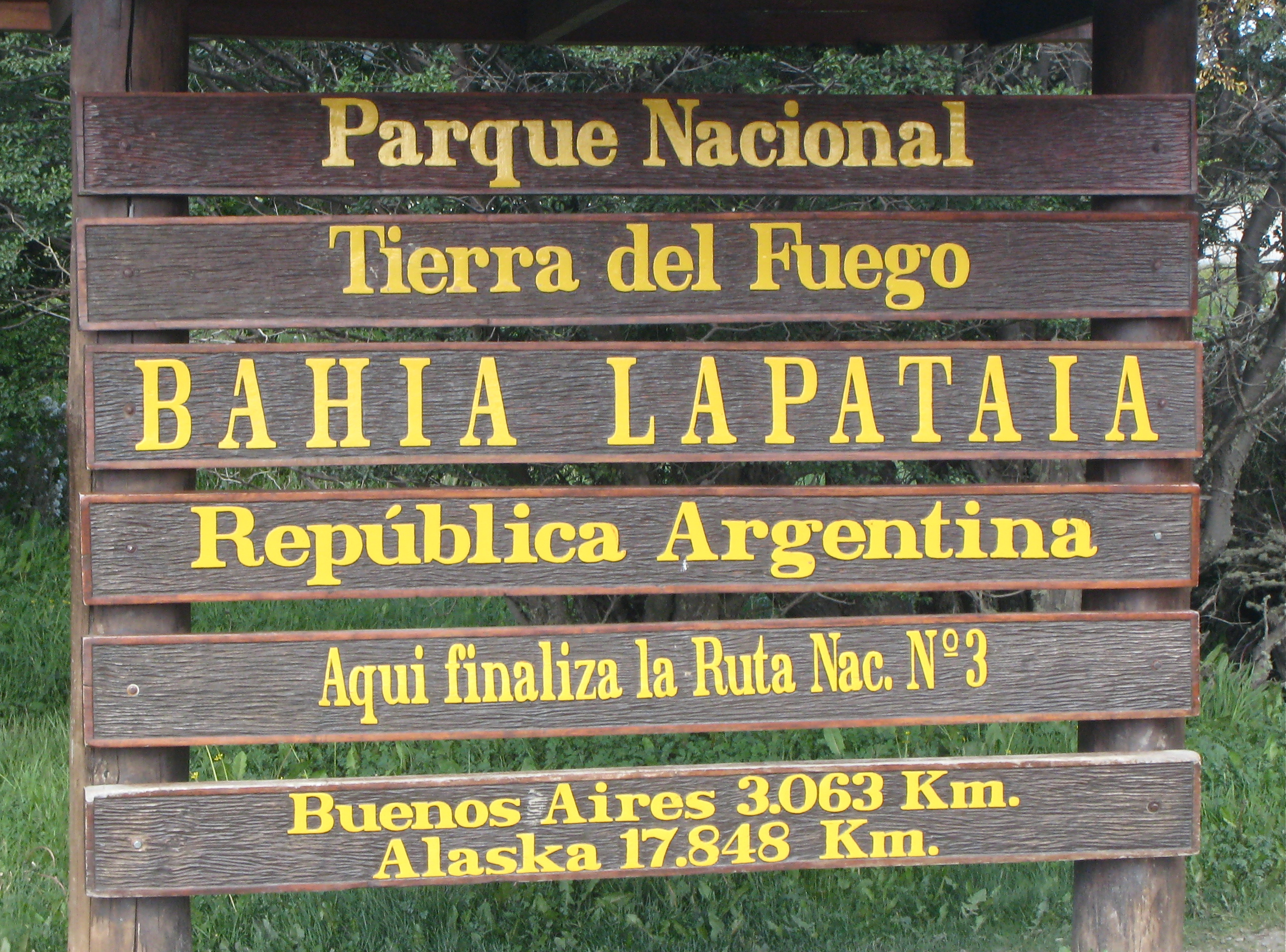
En la bahía Lapataia se encuentra el extremo final de la Ruta Nacional 3.

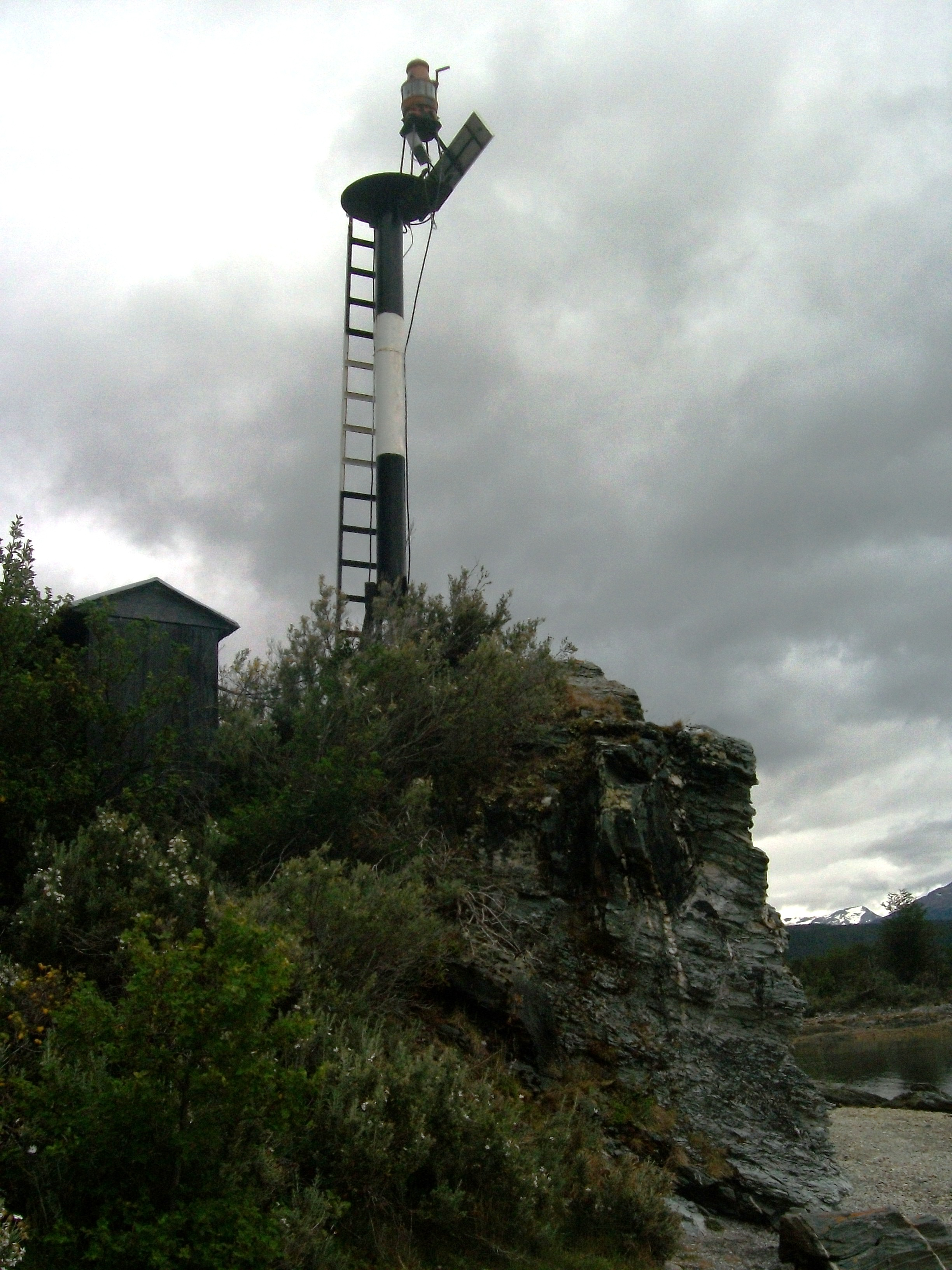
«Baliza Lapataia», en la bahía homónima.

Sus riberas son administradas por la Administración de Parques Nacionales. Su costa septentrional y un tramo occidental de la austral son fácilmente accesibles por senderos del parque nacional Tierra del Fuego, pues se sitúan en el sector de 2000 ha que en el extremo meridional del mismo están abiertas al público. El sector norte de la bahía es recorrido por la denominada «Senda Costera». El resto de la costa austral tiene la catalogación de «reserva nacional estricta», sin acceso al público.
En la bahía Lapataia se encuentra el kilómetro 3079 (o 3063 según otros carteles) y extremo final de la Ruta Nacional 3. El paraje donde concluye es denominado «Fin del Mundo». Allí también concluye por el sur la Carretera Panamericana mediante uno de sus tramos no oficiales, que la prolonga hacia mayores latitudes desde su extremo final oficial: Buenos Aires. Por esta ruta, la bahía es fácilmente accesible, mediante cualquier tipo de automóviles y durante todo el año, desde la cercana ciudad de Ushuaia, distante 18 km. En el sector final de dicha ruta se puede llegar cómodamente hasta la costa gracias a largas pasarelas de madera. Ese sector es ideal para el avistamiento de aves marinas. Allí se encuentra el embarcadero «Puerto Arias», donde atracan los catamaranes turísticos que parten desde el muelle turístico Eduardo Brisighelli, del puerto de Ushuaia, y las embarcaciones semirrígidas que parten desde el muelle turístico de «Puerto Guaraní», en la bahía Ensenada Zaratiegui.
Bahía Lapataia como destino de peregrinación religiosa
Cada 8 de noviembre fieles realizan una peregrinación de carácter religioso desde Ushuaia hasta una ermita-santuario de Nuestra Señora de Schönstatt, situada sobre la línea de marea de la bahía Lapataia.